# Gabriel Avilés
Gabriel Avilés (ur. 1 lipca 1989 w Managui) – nikaraguański piłkarz występujący na pozycji pomocnika. Zawodnik klubu América Managua.

## Kariera klubowa
Avilés karierę rozpoczął w 2007 roku w zespole América Managua.

## Kariera reprezentacyjna
W reprezentacji Nikaragui Avilés zadebiutował 10 lipca 2009 roku w przegranym 0:2 meczu fazy grupowej Złotego Pucharu CONCACAF z Gwadelupą. Na tamtym turnieju, zakończonym przez Nikaraguę na fazie grupowej, zagrał jeszcze w spotkaniu z Panamą (0:4).